# Opsadno stanje
Opsadno stanje (eng. The Siege), američki politički triler iz 1998. godine u režiji Edwarda Zwicka s Denezelom Washingtonom i Bruceom Willisom u glavnim ulogama.
Film prikazuje fiktivni događaj terorističkog napada na New York City, čime odražava aktualni strah od islamskog terorizma, zbog čega je film kritiziran od strane muslimanske zajednice u SAD-u.

## Sadržaj
Agent FBI-ja i šef newyorškog antiterorističkog odreda Anthony 'Hub' Hubbard (Denzel Washington) i njegov partner libanonskog podrijetla Frank Haddad (Tony Shalhoub) javljaju se na dojavu o bombi podmetnutoj u autobus pun ljudi. Međutim, ispostavi se da je riječ o lažnoj napravi koja je pri rasprsnuću oslobodila boju. No, to je bilo i više nego dovoljno da agent Hubbard započne istragu o incidentu, koja ga dovede do nimalo kooperativne agentice CIA-e Elise Kraft (Annette Bening), špijunke s važnim vezama na Srednjem Istoku.
Kada prava bomba eksplodira u autobusu usmrtivši gomilu nevinih putnika, grad počne potresati niz eksplozija podmetnutih na ključnim mjestima u gradu. U tom trenutku, Hubbard i Elise prisiljeni su udružiti snage kako bi otkrili počinitelje strahovitih zločina. U međuvremenu, bombardiranje grada se intenzivira i dosegne gotovo apokaliptične razmjere, što prisili vladu na proglašavanje izvanrednog stanja u četvrti Brooklyn, gdje živi najviše Amerikanaca arapskog podrijetla. Za provođenje opsade zadužen je general bojnik William Devereaux (Bruce Willis), čovjek koji je isplanirao šeikovu otmicu, što dodatno pridonosi napetosti. Pod njegovim zapovjedništvom počinje se provoditi brutalna represija nad arapskom zajednicom, a na Hubbardu i Elise je da ga pokušaju zaustaviti.

## Uloge
- Denzel Washington - Anthony 'Hub' Hubbard
- Annette Bening - Elise Kraft
- Bruce Willis - gen. William Devereaux
- Tony Shalhoub - Frank Haddad

## Vanjske poveznice
- The Siege na IMDb-u (engl.)